# Aníbal 'Sensación' Velásquez
Aníbal 'Sensación' Velásquez es una miniserie de televisión colombiana producida para el canal regional Telecaribe. Está inspirada en la vida de Aníbal Velásquez Hurtado, cantante y compositor. Dirigida por Yuldor Gutiérrez. Está protagonizada por Jerónimo Cantillo y María Laura Quintero, con las actuaciones de Braian V. Aburaad, Xilena Aycardi, Yeimy Paola Vargas, Obeida Benavides, María Fernanda Romero, Lilly Colombia y Sergio Borrero.

## Sinopsis
Las historias detrás de las canciones más populares de los años 40 y 90 en la Región Caribe. La diversión, las dificultades y el 'sucundun' que rodeaba al hombre del sombrero, bigote y largas patillas, único rey de la guaracha.

## Elenco

### Principal
- Jerónimo Cantillo como Aníbal Velásquez Hurtado.
- María Laura Quintero como Julieta Peinado.
- Xilena Aycardi como Luz.
- Braian V. Aburaad como Cheíto.
- Mafe Romero como Elodia.
- Sergio Borrero como Alfonso y Músico de la muerte
- Ismael Barrios como José Antonio Velásquez.
- Juan Carlos Ricardo.
- Juanda Caribe como Carlos Román.
- Obeida Benavides como Belén Hurtado.
- Jeymmy Paola Vargas como Policarpa.
- Mauricio Rider como Locutor Teatro La Perla.
- Yuldor Gutiérrez como Laureano.
- Lillyana Guihurt.
- Andrés Vásquez.
- Alejandro Navia.
- Jesús David Martínez.
- José Ignacio Gutiérrez de Piñeres.
- Mabel Pizarro.
- Hugo Urruchurto.
- Sunami Rodríguez.
- Jaime Serrano.
- Jairo Martínez.
- Oscar Quiñonez.
- Franco Che.
- Rose Miranda.
- Nazly Ramírez.

## Producción
La serie, grabada en Barranquilla, ciudad natal del artista y en el municipio de Puerto Colombia busca mostrar que la costa no es solo Carnaval sino también, tiene diversidad en su fauna, gente y espacio. Debido a los cambios del barrio Rebolo, buscaron asemejar el barrio de  la época de juventud.